# Atarba (Atarba) fuscoapicalis
Atarba (Atarba) fuscoapicalis is een tweevleugelige uit de familie steltmuggen (Limoniidae). De soort komt voor in het Neotropisch gebied.